# Царевићи
Царевићи су насељено мјесто града Врбовског, у Горском котару, у Приморско-горанској жупанији, Република Хрватска.

## Географија
Царевићи се налазе око 10,5 км сјеверозападно од Врбовског.

## Становништво
Према попису становништва из 2011. године, насеље Царевићи је имало 17 становника.
| Националност       | 1991. | 1981. | 1971. | 1961. |
| Срби               | 23    | 28    | 57    | 58    |
| Хрвати             | 2     | 3     | 4     | 2     |
| Југословени        | 1     | 3     | 1     |       |
| остали и непознато | 1     | 1     |       |       |
| Укупно             | 27    | 35    | 62    | 63    |

| Демографија | Демографија | Демографија |
| Година      | Становника  | Становника  |
| ----------- | ----------- | ----------- |
| 1961.       | 63          |             |
| 1971.       | 62          |             |
| 1981.       | 35          |             |
| 1991.       | 27          |             |
| 2001.       | 24          |             |
| 2011.       |             | 17          |